# Goryphus villosus
Goryphus villosus là một loài tò vò trong họ Ichneumonidae.